# Jim Elliot
Philip James Elliot (Portland, Oregon, 1927. október 8. – Ecuador, 1956. január 8.) Ecuadorba küldött amerikai evangéliumi keresztény hittérítő volt. Négy másik társával együtt a waodani embereket szerették volna megtéríteni, amikor a waodanik 1956-ban megölték őket. A térítőutat Auca küldetésnek is hívták.

## Élete
Jim Elliot az oregoni Portlandban született, Fred és Clara Elliot gyermekeként. Fred ősei skótok voltak, a nagyszülei voltak a családban az elsők, akik Amerikába települtek. Clara szülei a 20. század frodulóján érkeztek Svájcból Washington állam keleti részébe, ahol egy hatalmas farmon éltek. Jim szülei Portlandben ismerkedtek meg egymással, ahol Clara kiropraktikusnak (egyfajta természetgyógyásznak) tanult, Fred pedig utazó prédikátorként tevékenykedett. Két év levelezés után 1918-ban házasodtak össze. Első gyermekük, Robert, 1921-ben jött a világra, amikor Seattle-ben éltek, majd később megszületett Herbert, Jim és Jane.
Jim szülei vallásosan nevelték gyermekeiket is, templomba vitték őket és olvasták a Bibliát. Jim hatévesen vallotta ki hitét Jézusban.
1941-ben Jim a Benson politechnikai középiskolába kezdett járni, ahol mérnöki rajzolást tanult. Majd számos tevékenységben részt vett, többek között az iskolai újság szerkesztésében, az amerikai futballcsapatban, a színjátszókörben tevékenykedett. Társai nagy karriert jósoltak neki, szónoki képességeivel kitűnt, már akkor is, amikor alig négy órával Franklin D. Roosevelt elnök halála után is beszédet intézett a tiszteletére.
Erősen pacifista volt, elítélte a rabszolgaságot, a második világháború idején polgári szolgálatot volt csak hajlandó viselni.
1945 őszén belépett a Wheaton Főiskolára, egy illinois-i keresztény magániskolába, úgy érezve, Isten erre vezeti őt. Akkoriban lelki téren hatalmasat fejlődött, készült a misszionáriusi életre, de emellett az első évben birkózott a helyi csapatban is. Később nem volt igazán megelégedve a kapott oktatás mennyiségével, így filozófiára, politológiára, kultúrtörténetre is bejárt.
A főiskolán szerveztek egy misszionáriusi csoportot, és 1947-ben egy barátjával, Ron Harrisszel elmentek Mexikóba. Hat hetet töltött ott, egy helyi misszionárius házánál segédkeztek. Itt döntötte el, hogy megtanul spanyolul. Találkoztak egy Brazíliába igyekvő misszionáriussal is, ő hívta fel a figyelmét egy dél-amerikai térítő útra.
Jim 1949-ben végzett Wheatonban. Ettől kezdve a missziójára készült. Olyan misszionáriusoknak segédkezett, akik korábban kecsuákat térítettek. Egy ilyen hittérítő mesélt neki az auca indiánokról, akik teljesen el vannak zárva a külvilágtól Ecuadorban.
Nyelvészeti tanulmányai után útlevelet kérvényezett és azt tervezte, hogy Bill Cathers nevű barátjával elindul Ecuadorba. Két hónappal később Bill közölte vele, hogy megházasodik. Így 1950 telét és 1951 tavaszát Ed McCullyval töltötte, prédikáltak a börtönökben, evangelizáltak és tanítottak a vasárnapi iskolában. Ed még azon a nyáron megházasodott, így Jimnek mást kellett keresni, aki nem tervez még házasságot. Így egyedül Pete Fleming maradt, a ki most végzett a Washington Egyetemen. Levelezni kezdtek. Közben Jim a keleti parton járva megismerkedett egy Elisabeth nevű lánnyal. Akkor nem tudta, hogy inkább megházasodjon, vagy Ecuadorba menjen. Portlandba ment és az útra készült.

## Ecuador

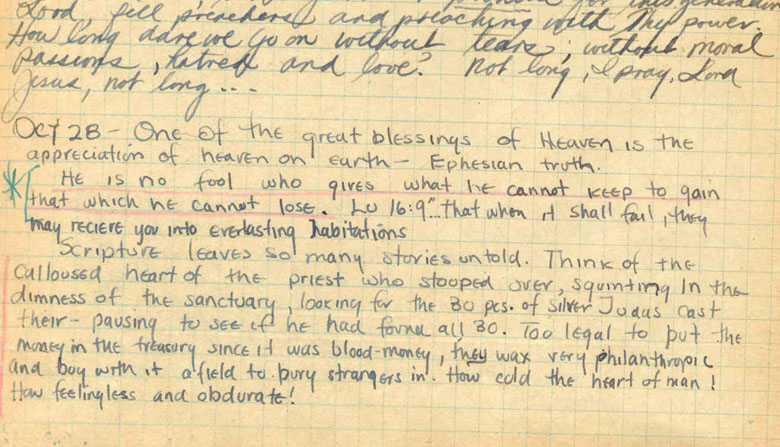
Jim naplója, melyben bekeretezve található a leghíresebb mondása, egyben élete filozófiája

1952. február 21-én érkezett meg Pete és Jim Ecuadorba, hogy a kecsuák között hirdessék az igét. Először Quitóban szálltak meg, ahol spanyolul tanultak, majd a dzsungelbe mentek. Ott a Shandia missziós szálláson kaptak ideiglenes szállást. 1953. október 8-án elvette Elisabeth Howardot. Az esküvőt Quitóban tartották. A pár egy rövid nászutat tett Panamában és Costa Ricán, majd visszatértek Ecuadorba. Egyetlen gyerekük, Valerie, 1955. február 27-én született. Míg a kecsuákkal dolgoztak, már az auca indiánokkal való kapcsolatfelvételen gondolkodott.
Ő és négy misszionárius társa, név szerint Ed McCully, Roger Youderian, Pete Fleming és a pilóta, Nate Saint, egy repülőgépről vette fel először a kapcsolatot az auca indiánokkal, amikor kis csomagokat dobtak le nekik. Néhány hónappal később úgy döntöttek, hogy letáboroznak a közelükben, a Curaray folyó partján. 1956. január 8-án mind a négyüket megölték azok, akiket meg szándékoztak téríteni. Jim munkáját később a felesége vitte tovább.
Jim 1949. október 28-án keletkezett naplóbejegyzésében található a nevéhez kötött leghíresebb idézet, egyben egész élete filozófiája:
Nem bolond az, aki odaadja azt, amit nem tarthat meg, azért, amit nem veszíthet el.

## Magyarul megjelent művei
- Elisabeth Elliot: A Mindenható árnyékában / Jim Elliot: Győztesen a gyöngykapun át; ford. Kisházy Mária; Primo, Bp., 1991

## Fordítás
- Ez a szócikk részben vagy egészben  a   Jim Elliot című angol Wikipédia-szócikk ezen változatának fordításán alapul.  Az eredeti cikk szerkesztőit annak laptörténete sorolja fel. Ez a jelzés csupán a megfogalmazás eredetét és a szerzői jogokat jelzi, nem szolgál a cikkben szereplő információk forrásmegjelöléseként.